# Голлівудські мрії
Голлівудські мрії (англ. Hollywood Dreams) — американський фільм 2006 року.

## Сюжет
Історія про молоду дівчину з Айови, яка приїжджає в Лос-Анджелес. Вона закохується в сексуального та перспективного молодого актора. Але їхні стосунки можуть ускладнити нав'язливі мрії дівчини, яка хоче стати знаменитою акторкою.

## У ролях
| Актор           | Роль                |
| --------------- | ------------------- |
| Танна Фредерік  | Марджи Чізек        |
| Джастін Кірк    | Робін Мак           |
| Девід Провел    | Цезар ДіНатале      |
| Зак Норман      | Квз Найман          |
| Мелісса Лео     | тітка Бі            |
| Карен Блек      | Луна                |
| Кітон Саймонс   | Джиммі ДіНатале     |
| Кім Коларіч     | Кікі                |
| Джон Робін Бейц | Джонатан Гаррінгтон |
| Ерік Робертс    | Томас Курт          |
| Сеймур Кассель  | Руперт              |